# Armée du Sud-Ouest
L'armée du Sud-Ouest est une armée de l'Union qui sert sur le théâtre du Trans-Mississippi pendant la guerre de Sécession. Cette force est également connue comme l'armée du Sud-Ouest du Missouri.

## L'histoire

### Armée du Sud-Ouest
Créée le jour de Noël 1861, l'armée du Sud-Ouest est une unité de campagne du district du sud-ouest du Missouri, composée de troupes du département du Missouri. Le principal commandant de l'armée est le brigadier-général Samuel R. Curtis, mais plusieurs autres officiers commandent l'armée pendant de brèves périodes plus tard dans la guerre.
Lorsque Curtis assure le commandement de l'armée, il y a trois divisions commandées par le brigadier général Franz Sigel, brigadier général Alexander Asboth et le colonel Jefferson C. Davis. Sigel pense qu'il aurait dû prendre le commandement de l'armée et menace de démissionner. Plus de la moitié de l'armée du Sud-Ouest est composée d'immigrants allemands et Sigel (un Allemand) y exerce une grande influence. Désireux d'apaiser Sigel lorsqu'il organise l'armée, Curtis nomme Sigel en second et le place au commandement général de la 1st et de la 2nd divisions qui sont composées principalement des immigrants allemands. Le colonel Peter J. Osterhaus (un autre immigrant allemand) assure le commandement de la 1st division et le général. Asboth (un hongrois) conserve le commandement de la 2nd Division. Cela laisse la 3rd division du colonel Davis comme la seule division composée d'unités de natifs (principalement de la région des états du Midwest). Donc, Curtis crée la 4th division, avec le colonel Eugene A. Carr au commandement pour apporter un équilibre ethnique à l'armée.
Curtis conduit l'armée lors de son plus grand engagement de la guerre à la bataille de Pea Ridge. Après la capture d'Helena, Arkansas, plus tard dans l'année, l'armée cesse d'être d'une grande importance pour le reste de la guerre.
La 1st division, désormais dirigée par Frédéric Steele est finalement transférée à l'armée du Tennessee après un bref passage dans le district oriental de l'Arkansas. La 2nd division d'Asboth et la 3rd division de Davis sont transférées dans l'armée du Mississippi au cours du siège de Corinth.

### Armée du Sud-Est du Missouri
Le 3 décembre 1862, une grande partie de la 4th division est de nouveau désignée comme l'armée du Sud-Est du Missouri, sous le commandement du général John W. Davidson. Cette formation a deux divisions commandées respectivement par le colonel William P. Benton et le colonel Chester A. Harding, Jr (plus tard général Carr). Cette armée est de courte durée alors que les troupes sont transférées dans l'armée du Tennessee pour la préparation de la campagne de Vicksburg, où ils deviennent une partie de la 14th division du XIII corps sous le commandement du général Carr.

## Commandants
- Le major-général Samuel R. Curtis (25 décembre 1861 - 29 août 1862)
- Le major-général Frederick Steele (29 août 1862 - 7 octobre 1862)
- Le major-général Eugene A. Carr (7 octobre 1862 - 12 novembre 1862)
- Le major-général Willis A. Gorman (12 novembre 1862 - 13 décembre 1862) Également commandant le district de l'est de l'Arkansas à partir du 3 décembre

## Grandes Batailles
- Bataille de Pea Ridge (Curtis)
- Bataille de la Cotton Plant (Curtis) seulement les unités de la 1st division ont été engagés
- Capture d'Helena (Curtis)